# Sjögestasjön
Sjögestasjön är en sjö i Gnesta kommun i Södermanland och ingår i Trosaåns huvudavrinningsområde. Sjön har en area på 0,051 kvadratkilometer och ligger 39,5 meter över havet.

## Delavrinningsområde
Sjögestasjön ingår i det delavrinningsområde (655625-157634) som SMHI kallar för Utloppet av Avlasjön. Medelhöjden är 36 meter över havet och ytan är 11,25 kvadratkilometer. Det finns inga avrinningsområden uppströms utan avrinningsområdet är högsta punkten. Vattendraget som avvattnar avrinningsområdet har biflödesordning 2, vilket innebär att vattnet flödar genom totalt 2 vattendrag innan det når havet efter 41 kilometer. Avrinningsområdet består mestadels av skog (49 procent), öppen mark (11 procent) och jordbruk (25 procent). Avrinningsområdet har 1,57 kvadratkilometer vattenytor vilket ger det en sjöprocent på 13,9 procent.